# Palm Springs Convention Center
Le Palm Springs Convention Center est un centre de congrès de 22 800 m2 à usages multiples situé au centre-ville de Palm Springs en Californie. 
Il peut accueillir des groupes de 12 à 12 000 personnes.
L'architecte William Pereira a conçu le bâtiment d'origine en 1974. En 2005, le centre de congrès est rénové et agrandi de 9 300 m2. 
Le nouveau design tire ses couleurs et ses éléments de conception du désert environnant. 
Le centre est géré par Spectacor Management Group (en).

## Calendrier des évènements
- 3 avril 2009 : Hello Katy Tour de Katy Perry dans le cadre du festival lesbien du Dinah Shore Weekend
- 11 avril 2009 : The Fame Ball Tour de Lady Gaga